# Raptori (гурт)
Raptori — перший фінський реп-гурт. Створений 1989 в Гювінкяа (Hyvinkää). Складався з трьох учасників.

## Історія
Протягом 1990-х років у Фінляндії з'явилося десятки реп-гуртів, проте Raptor був одним із перших. Дебютний альбом Raptor «Мое!» був дуже успішним — продано понад 80,000 примірників. Після другого альбому гурт зник, але 2000 зібрався знову і випустив третій альбом. Гурт зробив ще одну спробу повернутися на велику реп-сцену: 2010 випустив новий збірник Sekoelma, який включав лише одну свіжу пісню і два ремікси на старі пісні.

## Учасники
- Юго Пелтомаа
- Ісмо Гейккіля
- Теро Кайкконен

## Дискографія
- Moe! (1990)
- Tulevat tänne sotkemaan meidän ajopuuteorian (1991)
- Epäviralliset Muistelmat (1996)
- Ouu-raisakson! (2000)
- Sekoelma (2010)